# Furcoppia tricornuta
Furcoppia tricornuta är en kvalsterart som beskrevs av Sandór Mahunka 1978. Furcoppia tricornuta ingår i släktet Furcoppia och familjen Astegistidae. Inga underarter finns listade i Catalogue of Life.